# Janira denticulata
Janira denticulata là một loài chân đều trong họ Janiridae. Loài này được Gourret miêu tả khoa học năm 1891.